# Джесика Мас
Вижте пояснителната страница за други личности с името Мас.
Джесика Мас Негрон (на испански: Jéssica Mas Negron) е пуерториканска актриса, станала известна в България с ролята си на Дулсе Ускатеги в теленовелата на Телемундо „Призракът на Елена“.

## Биография
Джесика Мас е родена на 5 декември в Сан Хуан Пуерто Рико. Започва кариерата си още през 2001 г. с филма „Second Honeymoon“ като постепенно през годините се насочва към роли в теленовелите. Първата ѝ роля е в мексиканската теленовела „El Pantera“.

## Филмография
| Филми  | Филми                                                    | Филми                 | Филми                    | Филми |
| Година | Заглавие                                                 | Роля                  | Бележки                  |       |
| ------ | -------------------------------------------------------- | --------------------- | ------------------------ | ----- |
| 2001   | Second Honeymoon                                         | Габриела              | Филм                     |       |
| 2006   | South Beach                                              | Лос Охос              | Сериал, сезон 1 епизод 8 |       |
| 2007   | El Pantera                                               |                       | Теленовела               |       |
| 2008   | Tiempo final                                             | Летисия               | Сериал, сезон 2 епизод 3 |       |
| 2008   | Дума на жена (Palabra de mujer)                          | Мирея                 | Теленовела               |       |
| 2008   | Rudo y Cursi                                             | Мая                   | Филм                     |       |
| 2009   | Душа от желязо (Alma de hierro)                          | Флоренсия             | Теленовела               |       |
| 2009   | Los simuladores                                          | Ирене                 | Сериал, сезон 2 епизод 5 |       |
| 2010   | Sucedió en un día                                        | Сирена                | Филм                     |       |
| 2010   | Призракът на Елена (El Fantasma de Elena)                | Дулсе Ускатеги        | Теленовела               |       |
| 2011   | Страстно сърце (Corazón apasionado)                      | Федора Кампос Миранда | Теленовела               |       |
| 2012   | Изпратен от небето (Cachito de cielo)                    | Соня                  | Теленовела               |       |
| 2012   | El Arribo de Conrado Sierra                              | Клара Хосефа          | Филм                     |       |
| 2014   | Това, което животът ми открадна (Lo que la vida me robo) |                       | Теленовела               |       |

### Видеоклипове
- Daddy Yankee – Pasarela (2012)